# 下深川駅
下深川駅（しもふかわえき）は、広島県広島市安佐北区深川一丁目にある、西日本旅客鉄道（JR西日本）芸備線の駅である。駅番号はJR-P06。
広島方面への折り返し列車も多数設定されており、朝ラッシュ時には当駅で一部車両を切り離す列車も存在する。

## 歴史
- 1913年 (大正2年）：芸備鉄道起工式が下深川停車場予定地で行われる。
- 1915年（大正4年）4月28日：芸備鉄道開業時に同路線の駅として設置[2]。
- 1937年（昭和12年）7月1日：芸備鉄道買収により国有化[2]。国有鉄道芸備線の駅となる。
- 1973年（昭和48年）5月1日：国鉄（→JR）の特定都区市内制度における「広島市内」の駅となる[3][注釈 1]。
- 1981年（昭和56年）4月1日：貨物の取り扱いを廃止[2]。
- 1983年（昭和58年）3月1日：現在の駅舎になる[4]。
- 1984年（昭和59年）2月1日：荷物扱い廃止[2]。
- 1987年（昭和62年）4月1日：国鉄分割民営化で西日本旅客鉄道（JR西日本）の駅になる[2]。
- 1996年（平成8年）10月16日：みどりの窓口の営業開始[5][6]。
- 2004年（平成16年）10月1日：みどりの窓口の営業時間が短縮され、営業時間中に閉鎖時間帯が設定される。
- 2007年（平成19年）
  - 7月9日：ICOCA対応簡易型自動改札機設置。
  - 9月1日：ICカード「ICOCA」の利用が可能となる。
- 2018年（平成30年）
  - 7月6日：平成30年7月豪雨により営業休止。
  - 7月23日：広島駅 - 当駅間が運転再開。
  - 8月25日：当駅 - 狩留家駅間が運転再開[7]。
- 2023年（令和5年）9月30日：みどりの窓口の営業を終了[8][9]。
- 2024年（令和6年）3月1日：駅員は周辺駅を含めて巡回するため当駅には常駐せず、改札口付近に設置されているインターホンにて遠隔対応を行なう運用に変更[10]。つまりは無人化された。

### 可部駅との連絡計画
1955年2月3日付毎日新聞に、可部線の横川駅 - 可部駅間を廃止し、芸備線経由で当駅から可部駅を連絡する案が掲載された。

## 駅構造
掘割の底に島式ホーム1面2線を持つ行違い可能な地上駅である。側線があり、SLみよし号運転時に当駅折り返しの列車が入線したことがある。駅員は周辺駅を含めて巡回するため当駅には常駐せず、改札口付近に設置されているインターホンにて対応する運用となっている。
ICOCA（相互利用可能ICカードはICOCAの項を参照）が利用可能。JRの特定都区市内制度における「広島市内」の駅である。

### のりば
| のりば | 路線   | 方向 | 行先             |
| ------ | ------ | ---- | ---------------- |
| 1・2   | 芸備線 | 上り | 志和口・三次方面 |
| 1・2   | 芸備線 | 下り | 広島行き         |

付記事項
- 1番・2番のりばとも両方向の入線・発車に対応している。
- 基本的に三次方面は1番のりば（上り本線）、広島行きは2番のりば（下り本線）を使用する。当駅折り返しの列車は基本的に1番のりばに停車するが、2番のりばでの折り返しも設定されている。1番のりばに折り返し列車が停車中の場合は、三次方面行きの列車は2番のりばを使用する。 また広島発23時台の最終は当駅止まりで、そのまま夜間滞泊し、翌朝5時台の始発広島行きとなる。

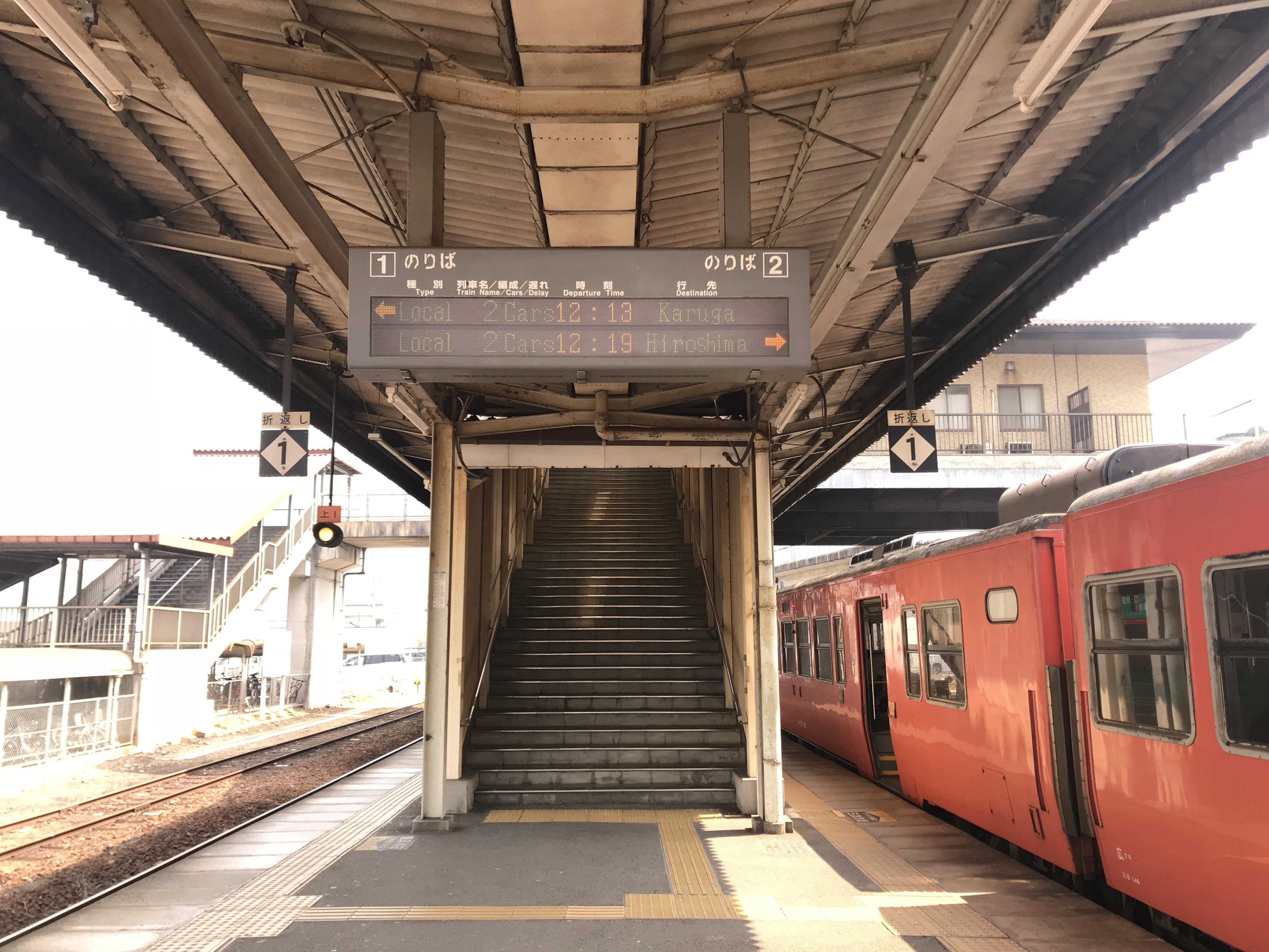
ホーム（2018年3月）

## 利用状況
以下の情報は、広島市統計書及び広島市勢要覧に基づいたデータである。
| 年度               | 1日平均 乗車人員 | 年度毎 総数 | 定期券 総数 | 普通券 総数 |
| ------------------ | ---------------- | ----------- | ----------- | ----------- |
| 1968年（昭和43年） | 373.2            | 272,461     | 231,152     | 41,309      |
| 1969年（昭和44年） | 380.0            | 277,393     | 231,242     | 46,151      |
| 1970年（昭和45年） | 367.0            | 267,934     | 215,726     | 52,208      |
| 1971年（昭和46年） | 341.1            | 249,721     | 202,318     | 47,403      |
| 1972年（昭和47年） | 322.0            | 235,090     | 188,162     | 46,928      |
| 1973年（昭和48年） | 353.4            | 257,949     | 196,536     | 61,413      |
| 1974年（昭和49年） | 385.8            | 281,640     | 210,708     | 70,932      |
| 1975年（昭和50年） | 381.5            | 279,228     | 194,156     | 85,072      |
| 1976年（昭和51年） | 404.7            | 295,451     | 204,628     | 90,823      |
| 1977年（昭和52年） | 421.6            | 307,749     | 209,822     | 97,927      |
| 1978年（昭和53年） | 521.2            | 380,447     | 257,184     | 123,263     |

以上の1日平均乗車人員は、乗車数と降車数が同じであると仮定し、年度毎総数を365（閏年が関係する1971・1975年は366）で割った後で、さらに2で割った値を、小数点第二位で四捨五入。小数点一位の値にした物である。
| 年度                | 1日平均 乗車人員 |
| ------------------- | ---------------- |
| 1979年（昭和54年）  | 695              |
| 1980年（昭和55年）  | 628              |
| 1981年（昭和56年）  | 591              |
| 1982年（昭和57年）  | 595              |
| 1983年（昭和58年）  | 692              |
| 1984年（昭和59年）  | 853              |
| 1985年（昭和60年）  | 987              |
| 1986年（昭和61年）  | 1,069            |
| 1987年（昭和62年）  | 1,133            |
| 1988年（昭和63年）  | 1,322            |
| 1989年（平成 元年） | 1,224            |
| 1990年（平成02年）  | 1,376            |
| 1991年（平成03年）  | 1,444            |
| 1992年（平成04年）  | 1,542            |
| 1993年（平成05年）  | 1,644            |
| 1994年（平成06年）  | 1,691            |
| 1995年（平成07年）  | 1,671            |
| 1996年（平成08年）  | 1,697            |
| 1997年（平成09年）  | 1,701            |
| 1998年（平成10年）  | 1,664            |
| 1999年（平成11年）  | 1,770            |
| 2000年（平成12年）  | 1,803            |
| 2001年（平成13年）  | 1,841            |
| 2002年（平成14年）  | 1,838            |
| 2003年（平成15年）  | 1,881            |
| 2004年（平成16年）  | 1,956            |
| 2005年（平成17年）  | 1,987            |
| 2006年（平成18年）  | 2,015            |
| 2007年（平成19年）  | 1,986            |
| 2008年（平成20年）  | 1,920            |
| 2009年（平成21年）  | 1,828            |
| 2010年（平成22年）  | 1,768            |
| 2011年（平成23年）  | 1,736            |
| 2012年（平成24年）  | 1,699            |
| 2013年（平成25年）  | 1,729            |
| 2014年（平成26年）  | 1,662            |
| 2015年（平成27年）  | 1,639            |
| 2016年（平成28年）  | 1,551            |
| 2017年（平成29年）  | 1,508            |
| 2018年（平成30年）  | 1,490            |
| 2019年（令和 元年） | 1,479            |
| 2020年（令和02年）  | 1,137            |
| 2021年（令和03年）  | 1,074            |
| 2022年（令和04年）  | 1,110            |

乗車数グラフ

## 駅周辺
- 西山公園
- 安佐北区スポーツセンター
- 広島市立真亀小学校
- 広島市立落合中学校
- 広島市立亀崎小学校
- 広島市立亀崎中学校

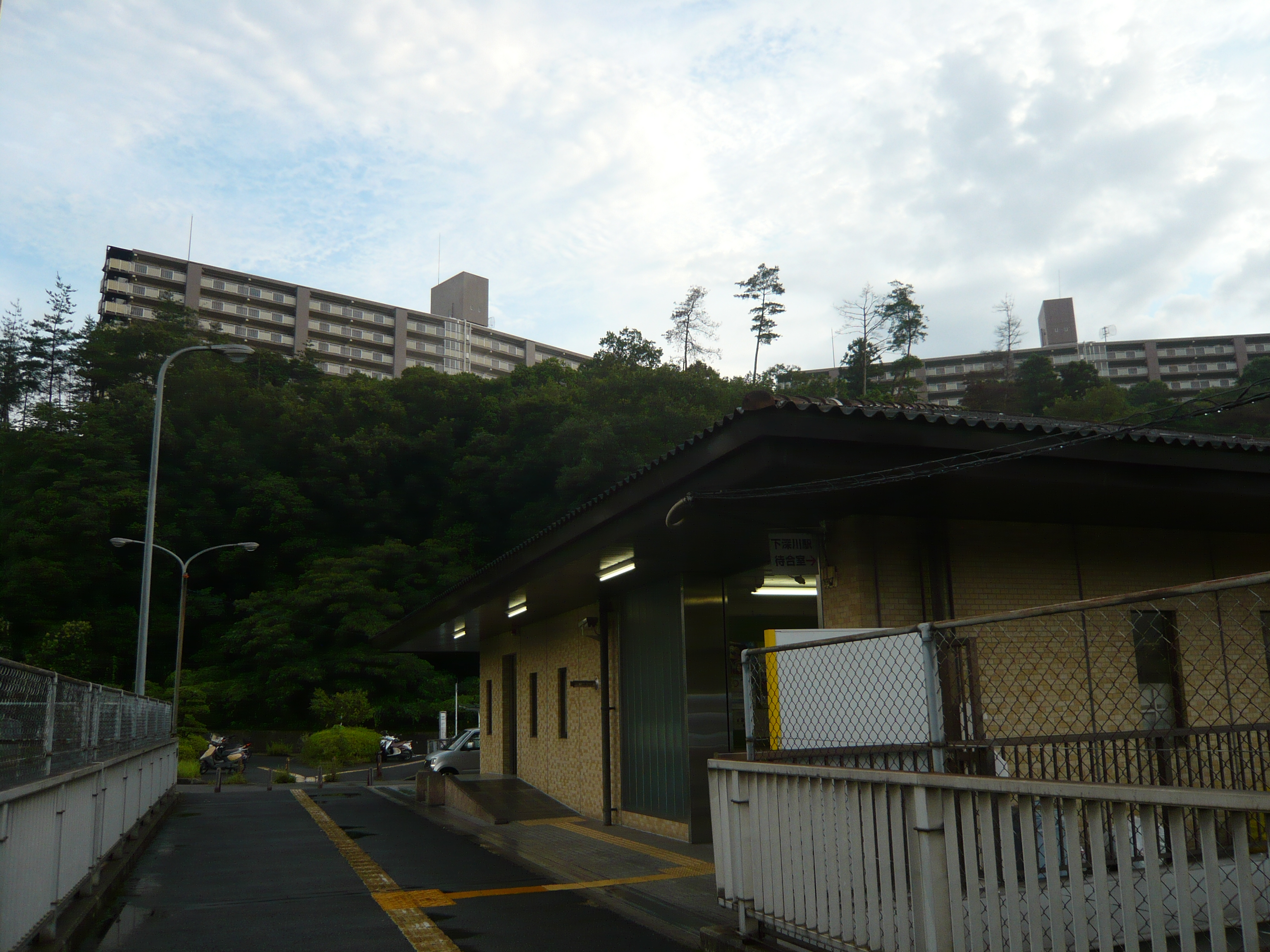
駅前（2013年7月）

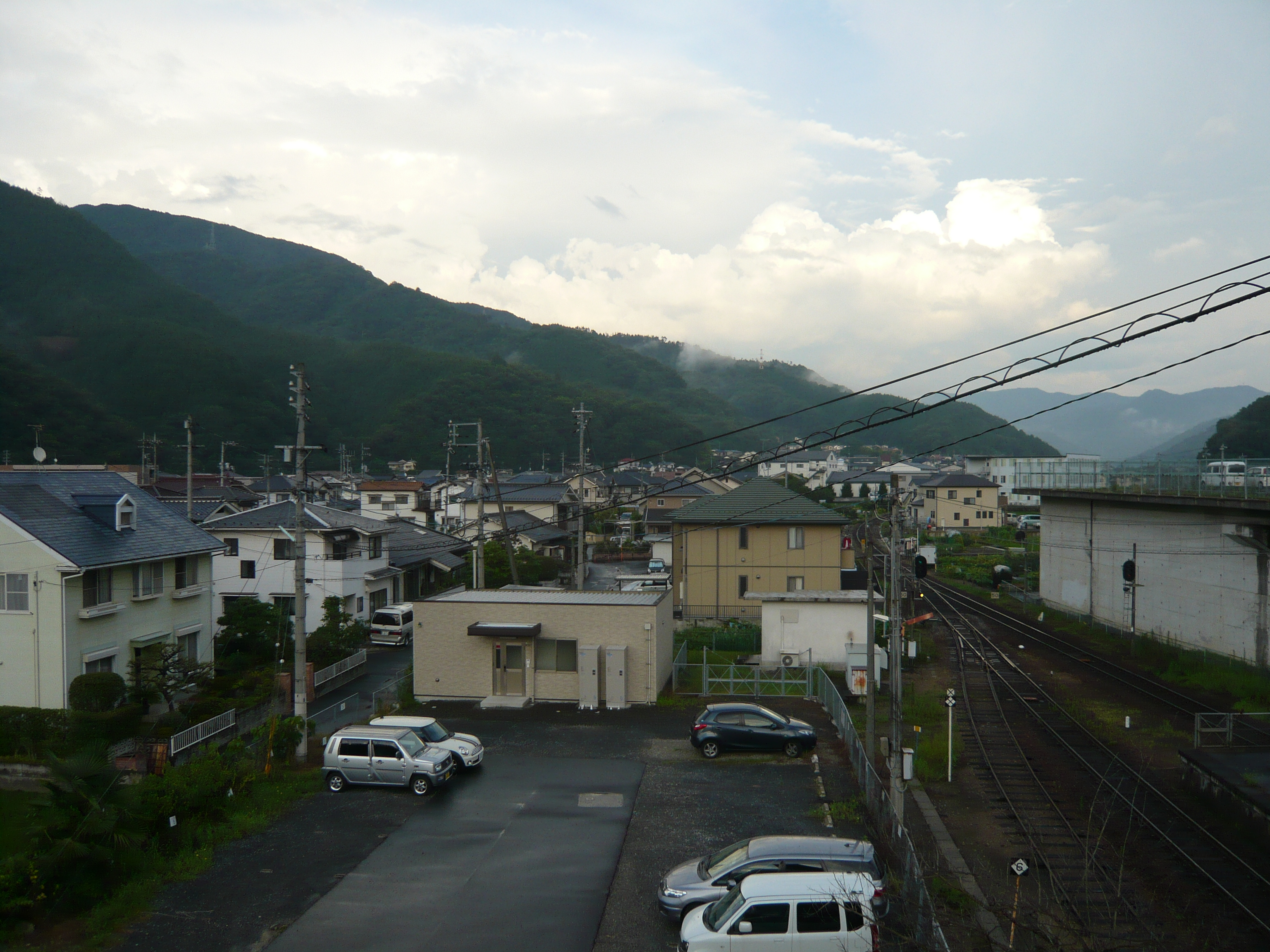
駅周辺の景色（2013年7月）

- 広島文教大学 - 当駅からスクールバスが発着
- 高陽ニュータウン地区センター
  - フジグラン高陽
  - 高陽郵便局
  - 広島銀行高陽支店
  - もみじ銀行高陽ニュータウン支店
  - 広島信用金庫高陽ニュータウン出張所
- 寺迫公園
- 可部線 - 中島駅（北西1.5 km）

## バス路線
南口側の「下深川駅前」停留所はJRバス中国と広島交通 、北口側の「下深川」停留所は広島交通の路線バスが発着する。
下深川駅 バス停（駅南口 地区センター方面）
- 30,33 雲芸南線（JRバス中国） 高陽車庫方面
- 30,33 深川線 高陽A団地系統（広島交通） 高陽車庫方面
- 可部・高陽団地線（広島交通） 高陽車庫・中深川・可部上市方面

下深川駅 バス停（駅南口 近隣センター方面）
- 30,33 雲芸南線（JRバス中国） 諸木・矢口方面
- 30,33 深川線 高陽A団地系統（広島交通） 諸木・矢口方面

下深川 バス停（駅北口 可部駅前方面）
- 30,32 可部・深川線（広島交通） 可部上市方面
- 可部・高陽団地線（広島交通） 北部医療センター・可部上市方面 平日のみ

下深川 バス停（駅北口 中深川方面）
- 30,32 可部・深川線（広島交通） 矢口方面
- 可部・高陽団地線（広島交通） 高陽車庫方面 平日・土曜運行

## 隣の駅
西日本旅客鉄道（JR西日本）
 芸備線
■快速「みよしライナー」（当駅以南は各駅停車）
志和口駅 - 下深川駅 (JR-P06) - 玖村駅 (JR-P05)
■普通
中深川駅 (JR-P07) - 下深川駅 (JR-P06) - 玖村駅 (JR-P05)